# Calendari maia
El Calendari maia és un sistema de calendaris utilitzat a la Mesoamèrica precolombina i en moltes comunitats modernes de les terres altes de Guatemala, Veracruz, Oaxaca i Chiapas, Mèxic.
L'essencial del calendari maia es basa en un sistema que havia estat d'ús comú a tota la regió des d'almenys al segle V aC. Comparteix molts aspectes amb els calendaris emprats per altres civilitzacions mesoamericanes anteriors, com ara la zapoteca i l'olmeca i d'altres contemporànies o posteriors com el calendari mixteca i asteca.
Segons la tradició mitològica maia, tal com es documenta als relats colonials iucatecs i es reconstrueix a partir d'inscripcions del període clàssic tardà i del postclàssic, s'atribueix a la deïtat Itzamna el fet de portar el coneixement del sistema calendari als maies ancestrals, juntament amb l'escriptura en general i altres aspectes fonamentals de la cultura maia.
El calendari maia és cíclic, ja que es repeteix cada 52 anys maies. En el compte llarg, el temps de còmput va començar el dia 0.0.0.0.0 4 ahau 8 cumkú (en notació maia), que equival al 13 d'agost del 3114 aC en el calendari gregorià i va acabar el 21 de desembre de 2012.
La casta sacerdotal maia, anomenada Ah Kin, era posseïdora de coneixements matemàtics i astronòmics que interpretava d'acord amb la seva visió del món religiosa, els anys que iniciaven, els que havien de venir i el destí de la humanitat.

## Descripció
El calendari maia consisteix en diversos recomptes de temps que transcorren simultàniament. El tzolkin és el recompte de 260 dies. L'any solar de 365 dies es coneix com a haab, de 365 dies, i també hi ha el compte llarg.
El sistema de calendari tzolkin consta de 260 dies i té 20 mesos (kins) combinats amb tretze numerals. El tzolkin combinava amb el calendari haab de 365 dies (kins) de 18 mesos (uinals), de 20 dies (kins) cadascú, i cinc dies addicionals anomenats uayeb, per a formar un cicle sincronitzat que dura 52 tuns o haabs, o 18.980 kins (dies).
El compte llarg es feia servir per distingir quan havia ocorregut un esdeveniment respecte a un altre del tzolkin i haab. El sistema és bàsicament vigesimal (base 20), i cada unitat representa un múltiple de 20, depenent de la seva posició de dreta a esquerra en el nombre, amb la important excepció de la segona posició, que representa 18 x 20, o 360 dies.
Algunes inscripcions maies del compte llarg estan suplementades pel que s'anomena sèrie lunar, una altra forma de calendari que proporciona informació de la fase lunar.
Una altra forma de mesurar el temps era mesurar els cicles solars com equinoccis i solsticis, cicles venusians que donen seguiment a les aparicions i conjuncions de Venus a l'inici dels matins i la nit. Molts esdeveniments en aquest cicle eren considerats adversos i malignes, i ocasionalment es coordinaven les guerres perquè coincidissin amb fases d'aquest cicle.
Els cicles es relacionaven amb diferents déus i esdeveniments còsmics. És així com el cinquè Sol representa el final del cicle estel·lar associat a la lluna i l'inici del període conegut com el sisè sol associat a la tornada de Kukulkan com a nou "messies".

## Tzolkin
El tzolkʼin (en l'ortografia maia moderna; també escrit comunament tzolkin) és el nom emprat habitualment pels investigadors maianistes per a la Ronda Sagrada Maia o calendari de 260 dies. La paraula tzolkʼin és un neologisme encunyat en maia iucatec, per significar "compte de dies". Els diferents noms d'aquest calendari utilitzats pels maies precolombins encara són debatuts pels estudiosos. L'equivalent del calendari asteca es deia Tōnalpōhualli, en llengua nàhuatl.
El calendari tzolkʼin combina vint noms de dies amb els números de tretze dies per produir 260 dies únics. Es fa servir per determinar el moment dels esdeveniments religiosos i cerimonials i per a l'endevinació. Cada dia successiu es numera de l'1 al 13 i després comença de nou a l'1. A part d'això, cada dia reben un nom en seqüència d'una llista de 20 noms de dies:
Compta el temps en cicles de tretze mesos i vint dies cadascun. Els noms dels dies i mesos eren el de diverses divinitats dels maies del Yucatan:
| Nom | Dies solars (Kin) | Mesos (Uinal) |
| --- | ----------------- | ------------- |
| 1   | Imix              | Pop           |
| 2   | Ik                | Uo            |
| 3   | Ak'bal            | Zip           |
| 4   | K'an              | Zotz          |
| 5   | Chikchan          | Tzecos        |
| 6   | Kimi              | Xul           |
| 7   | Manik             | Yax Kin       |
| 8   | Lamat             | Mol           |
| 9   | Muluk             | Chen          |
| 10  | Ok                | Yax           |
| 11  | Chuen             | Zac           |
| 12  | Eb                | Ceh           |
| 13  | Ben               | Mac           |
| 14  | Ix                | Kan Kin       |
| 15  | Men               | Moan          |
| 16  | Kib               | Pax           |
| 17  | Kaban             | Kayab         |
| 18  | Etz'nab           | Cumkú         |
| 19  | Kawak             | Uayeb         |
| 20  | Ajau              |               |

Addicionalment, cadascun dels dies s'associa amb un glif de manera única:
| Núm. ¹ | Nom del dia ² | Exemple de glif 3 | Nom Yucatec 4 | Nom Maia clàssic reconstruït⁵ | Núm. ¹ | Nom del dia ² | Exemple de glif 3 | Nom Yucatec 4 | Nom maia clàssic reconstruït⁵ |
| --- | ------------- | ----------------- | ------------- | ----------------------------- | ------ | ------------- | ----------------- | ------------- | ----------------------------- |
| 01 | Imix'         | Imix'             | Imix          | Imix (¿?) / Ha' (¿?)          | 11     | Chuwen        | Chuwen            | Chuen         | (desconegut)                  |
| 02 | Ik'           | Ik'               | Ik            | Ik'                           | 12     | Eb'           | Eb'               | Eb            | (desconegut)                  |
| 03 | Ak'b'al       | Ak'b'al           | Akbal         | Ak'b'al (¿?)                  | 13     | B'en          | B'en              | Ben           | (desconegut)                  |
| 04 | K'an          | K'an              | Kan           | K'an (¿?)                     | 14     | Ix            | Ix                | Ix            | Hix (¿?)                      |
| 05 | Chikchan      | Chikchan          | Chicchan      | (desconegut)                  | 15     | Men           | Men               | Men           | (desconegut)                  |
| 06 | Kimi          | Kimi              | Cimi          | Cham (¿?)                     | 16     | K'ib'         | K'ib'             | Cib           | (desconegut)                  |
| 07 | Manik'        | Manik'            | Manik         | Manich' (¿?)                  | 17     | Kab'an        | Kab'an            | Caban         | Chab' (¿?)                    |
| 08 | Lamat         | Lamat             | Lamat         | Ek' (¿?)                      | 18     | Etz'nab'      | Etz'nab'          | Etznab        | (desconegut)                  |
| 09 | Muluk         | Muluk             | Muluc         | (desconegut)                  | 19     | Kawak         | Kawak             | Cauac         | (desconegut)                  |
| 10 | Ok            | Ok                | Oc            | (desconegut)                  | 20     | Ajaw          | Ajaw              | Ahau          | Ajaw                          |
| |               |                   |               |                               |        |               |                   |               |                               |
| NOTES: 1. El número de seqüència del dia indicat al calendari Tzolkʼin 1. Nom del dia, a l'ortografia normalitzada i revisada de l'Acadèmia de Lenguas Mayas de Guatemala. 1. Un exemple de glif (logograma) per al dia indicat. Tingueu en compte que per a la majoria d'aquests s'enregistren diverses formes diferents; les que es mostren aquí són típiques d'inscripcions monumentals tallades (es tracta de versions "cartoix") 1. Nom del dia, tal com s'enregistra a partir dels relats maies yucatecos del segle XVI, principalment Diego de Landa; aquesta ortografia ha estat (fins fa poc) molt utilitzada 1. En la majoria dels casos, no es coneix el nom real del dia tal com es parlava a l'època del període clàssic (c. 200–900) quan es van fer la majoria de les inscripcions. Les versions que es donen aquí (en maia clàssic, la llengua principal de les inscripcions) es reconstrueixen a partir de l'evidència fonològica, si es disposa; un '?' El símbol indica que la reconstrucció és provisional. |               |                   |               |                               |        |               |                   |               |                               |

## Haab
El Haab' estava format per divuit mesos de vint dies cadascun més un període de cinc dies ("dies sense nom") al final de l'any conegut com Wayeb' (o Uayeb en l'ortografia del segle XVI). Es pensava que els cinc dies de Wayeb' eren un temps perillós. Foster (2002) escriu: "Durant Wayeb, els portals entre el regne mortal i l'Inframón es van dissoldre. Cap límit va impedir que les deïtats malintencionades causessin desastres". Per allunyar aquests mals esperits, els maies tenien costums i rituals que practicaven durant el Wayeb. Per exemple, la gent evitava sortir de casa i rentar-se o pentinar-se. Bricker (1982) estima que el Haab' es va utilitzar per primera vegada cap al 550 aC i començava amb el solstici d'hivern.
Els noms dels mesos de Haab es coneixen avui en dia pels seus noms corresponents en Yukatek Maia de l'època colonial, tal com és transcrit per fonts del segle XVI (en particular, Diego de Landa i llibres com el Chilam Balam de Chumayel). Les anàlisis fonèmiques dels noms de glifs de Haab en inscripcions maies precolombines han demostrat que els noms d'aquests períodes de vint dies variaven considerablement d'una regió a una altra i d'un període a un altre, reflectint diferències en la llengua o els idiomes bàsics i en l'ús en el clàssic i Èpoques postclàssiques anteriors al seu enregistrament per fonts espanyoles.
Cada dia del calendari de Haab s'identificava amb un número de dia al mes seguit del nom del mes. Els números de dia començaven amb un glif traduït com a "seient" d'un mes amb nom, que normalment es considera el dia 0 d'aquest mes, encara que una minoria el tracta com el dia 20 del mes anterior al mes esmentat. Per a la majoria, el primer dia de l'any era 0 Pop (el seient de Pop). Després el seguia 1 Pop, 2 Pop fins als 19 Pop i després 0 Wo, 1 Wo i així successivament.
Com que el Haab' tenia 365 dies i l'any tròpic és de 365,2422 dies, els dies del Haab' no coincidien amb l'any tròpic.

## Ronda de calendari
Una data de la ronda del calendari és una data que dóna tant el Tzolkʼin com el Haabʼ. Aquesta data es repetirà després del 52 anys Haab' o de 18.980 dies, una ronda de calendari. Per exemple, la creació actual va començar el 4 Ahau 8 Kumk'u. Quan aquesta data es repeteix, es coneix com a finalització de la ronda del calendari.
Aritmèticament, la durada de la ronda del calendari és el mínim comú múltiple de 260 i 365; 18.980 són 73 × 260 dies Tzolkʼin i 52 × 365 dies Haabʼ.
No es poden produir totes les combinacions possibles de Tzolkʼin i Haabʼ. Per als dies Tzolkʼin Imix, Kimi, Chuwen i Kibʼ, el dia Haabʼ només pot ser 4, 9, 14 o 19; per a Ikʼ, Manikʼ, Ebʼ i Kabʼan, el dia Haabʼ només pot ser 0, 5, 10 o 15; per a Akbʼalʼ, Lamat, Bʼen i Etzʼnabʼ, el dia Haabʼ només pot ser 1, 6, 11 o 16; per a Kʼan, Muluk, Ix i Kawak, el dia Haabʼ només pot ser 2, 7, 12 o 17; i per a Chikchan, Ok, Men i Ajaw, el dia Haab' només pot ser 3, 8, 13 o 18.

## Compte llarg
Atès que les dates de la ronda del calendari es repeteixen cada 18.980 dies, aproximadament cada 52 anys solars, el cicle es repeteix aproximadament una vegada a la vida de cada persona, per la qual cosa es necessitava un mètode de datació més refinat si s'havia d'enregistrar la història amb precisió. Per especificar dates en períodes superiors a 52 anys, els mesoamericans utilitzaven el calendari de recompte llarg.
El nom maia d'un dia era kʼin. Vint d'aquests kʼins es coneixen com a winal o uinal. Divuit winals fan un tun. Vint tuns es coneixen com a kʼatun. Vint kʼatuns fan un bʼakʼtun. També hi ha quatre cicles d'ordre superior poc utilitzats: piktun, kalabtun, kʼinchiltun i alautun.
Com que les dates del Compte llarg no són ambigües, el Compte llarg era especialment adequat per utilitzar-lo en monuments. Les inscripcions monumentals no només inclourien els 5 dígits del Compte Llarg, sinó que també inclourien els dos caràcters tzolkʼin seguits dels dos caràcters haabʼ.
La mala interpretació del calendari mesoamericà de comptes llargs va ser la base de la creença popular que un cataclisme tindria lloc el 21 de desembre de 2012. El 21 de desembre de 2012 va ser simplement el dia que el calendari va passar al següent bʼakʼtun, a Long Count 13.0.0.0.0. La data d'inici del següent b'ak'tun (compte llarg 14.0.0.0.0) és el 26 de març de 2407. La data de l'inici del següent piktun (una sèrie completa de 20 bʼakʼtuns), a Long Count 1.0.0.0.0.0, és el 13 d'octubre de 4772.